# بالور (تنين)

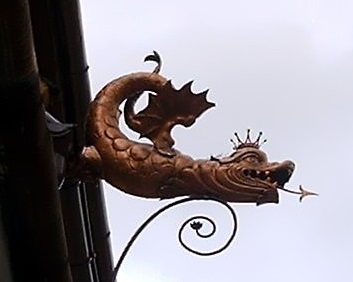
تمثال التنين في رومانيا.

بالور أو بيلور (بالإنجليزية: Balaur)‏ في الفلكلور الروماني هو نوع من التنين ذو رؤوس عديدة أو ثعبان وحشي، يقال أحيانًا أنه مجهز بأجنحة. عادة ما يكون البالور في الحكايات الشعبية شريرًا، حيث يطالب أو يختطف فتيات صغيرات أو أميرة، ويُهزم من قبل البطل مثل سانت جورج أو الشاب العادل فيت فروموس.